# 김용래 (1934년)

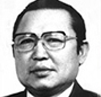

김용래(金庸來, 1934년 3월 15일 ~ 2009년 2월 20일)는 대한민국의 공무원 출신의 정치인이자 기업인이었다. 충남 아산 출신으로 제22대 경기도지사와 제21대 서울특별시장을 지냈다.

## 주요 경력
- 1955년 제6회 고등고시 행정과 합격
- 1960년 총무처 기획관리과 과장
- 1962년 내무부 기획감사과 과장
- 1966년 서울특별시 시청 내무과 과장
- 1967년 내무부 장관 비서실 특별공보행정자문관
- 1968년 농림부 축산과 과장
- 1971년 총무처 장관 비서실 특별공보보좌관
- 1972년 총무처 기획관리실 실장
- 1975년 중앙공무원교육원 원장
- 1980년 5월 ~ 1984년 10월 제8대 총무처 처관
- 1987년 12월 ~ 1988년 12월 제21대 서울특별시 시장
- 1989년 3월 ~ 1990년 3월 제11대 총무처 장관
- 2008년 ~ 2009년 한국학중앙연구원 이사장

## 학력
- 1957년 서울대학교 법학과 학사
- 1960년 서울대학교 대학원 행정학과 행정학 석사 수료
- 1966년 서울대학교 대학원 법학과 법학 석사(행정법 전공)

### 명예 박사 학위
- 1994년 인하대학교 명예 행정학 박사